# کهنه قوشچو
کهنه قوشچو (به لاتین: Köhnə Quşçu) یک منطقه مسکونی در جمهوری آذربایجان است که در شهرستان سیاه‌زن واقع شده است. کهنه قوشچو ۴۰ نفر جمعیت دارد.